# Shuangxing (socken i Kina, Heilongjiang)
Shuangxing (kinesiska: 双兴, 双兴乡) är en socken i Kina. Den ligger i provinsen Heilongjiang, i den nordöstra delen av landet, omkring 120 kilometer söder om provinshuvudstaden Harbin. Antalet invånare är 29 117. Befolkningen består av 14 174 kvinnor och 14 943 män. Barn under 15 år utgör 13,0 %, vuxna 15-64 år 80 %, och äldre över 65 år 6,0 %.
Genomsnittlig årsnederbörd är 908 millimeter. Den regnigaste månaden är juli, med i genomsnitt 199 mm nederbörd, och den torraste är januari, med 8 mm nederbörd.